# McDonnell Douglas F/A-18 Hornet
«Хо́рнет» (англ. Hornet [ ˈhɔːrnɪt] «шершень», заводской индекс — Model 267, общевойсковой индекс — F/A-18) — американский палубный истребитель-бомбардировщик и штурмовик, разработанный в 1970-х годах. Является основным боевым самолётом ВМС США. Состоит на вооружении ряда стран Европы, Океании и Ближнего Востока, применялся в военных операциях в Ливии, Ираке, Югославии.
Классический Хорнет (legacy Hornet, версии F/A-18A, B, C, D) в ВМФ США уступил место Супер Хорнету (F/A-18E,F) во всех боевых эскадрильях. В США на март 2021 классический Хорнет остался на службе лишь в корпусе морской пехоты, а также тренировочных и экспериментальных эскадрильях.
В ряде источников самолёт упоминается как F-18, однако такое обозначение было упразднено в 1982 году. Корректное обозначение самолёта в вооружённых силах США после 1982 года, согласно официальному списку обозначений летательных аппаратов DoD 4120.15-L, 12 мая 2004 министерства обороны США, — FA-18 (fighter attack — истребитель-штурмовик). Однако написание без косой черты мало распространено и обычно не встречается в авиационных справочниках. Обозначение F-18 официально используется ВВС Финляндии.

## Предыстория воссоздания
Корни F/A-18 уходят к раннему проекту фирмы Northrop, получившему обозначение P.5830 «Кобра» и спроектированному в середине 1960-х годов. Впоследствии этот проект был переработан (P.600) и под обозначением YF-17 принял участие в конкурсе ВВС США на создание лёгкого истребителя LWF (Lightweight Fighter). Его конкурентом выступил самолёт YF-16 фирмы General Dynamics. В январе 1975 года конкурс завершился победой YF-16, будущего F-16 Fighting Falcon. На этом история самолёта Нортроп могла бы закончиться, однако примерно в это же время была начата программа истребителя воздушного боя для ВМС (NACF, Navy Air Combat Fighter). Из-за уменьшения расходов на военные нужды в этот период программа предусматривала не разработку нового самолёта с нуля, а адаптацию уже существующих проектов. Военно-морские силы США скептически отнеслись к однодвигательному YF-16 и предпочли выбрать двухдвигательный YF-17, который, однако, требовал значительных изменений для службы на флоте. Фирма Нортроп ранее не занималась созданием палубных самолётов, поэтому было принято решение, что работа над перепроектированием YF-17 будет проводиться совместно с фирмой McDonnell Douglas, имеющей большой опыт сотрудничества с ВМС.
1 марта 1977 года было объявлено, что новый самолёт получит название «Хорнет» («Шершень»).
Первоначально планировалось, что Макдоннел-Дуглас будет заниматься палубным вариантом для ВМС США, а Нортроп — вариантом F-18L наземного базирования, предназначенным на экспорт. Однако в 1979 году фирма Нортроп подала судебный иск, обвинив компаньона в том, что тот использует её технологии, разработанные для наземного варианта, в нарушение двустороннего соглашения, и потребовав запрета на экспорт палубной модификации. Судебная тяжба завершилась в 1985 году, когда Макдоннел-Дуглас согласилась выплатить 50 млн долларов за полученную техническую информацию; этим всё и окончилось. Вариант F-18L так и не пошёл в серию, а «Хорнет» полностью стал проектом Макдоннел-Дуглас.
Самолёт должен был выпускаться в трёх модификациях: истребителя F-18A, штурмовика A-18A, учебно-боевого TF-18A. Фирме Макдоннел-Дуглас удалось объединить истребительную и штурмовую модификации в один самолёт, который с 1980 года упоминался как F/A-18A, хотя официально такое обозначение было утверждено лишь в декабре 1982 года. Двухместный TF-18A был переименован в F/A-18B.
Было построено 9 одноместных и 2 двухместных опытных самолёта. Первый полёт «Хорнет» совершил 18 ноября 1978 года. Первый серийный самолёт поднялся в воздух 12 апреля 1980 года, а в мае новые машины начали поступать в ВМС.
В 1996 году самолёты прошли модернизацию: был усилен планер, установлены новые внутренние топливные баки из полиуретана (что позволило увеличить запас топлива на 160 кг и тактический радиус действия — на 5 %).
В ценах 1979 года закупочная стоимость одного самолёта, без учёта стоимости НИОКР, составляла 10,8 млн долл. США 

Стоимость F/A-18C и F/A-18D — около 29 млн долл. (данные 2009 г.) 

Стоимость F/A-18E/F «Супер Хорнет» — около 57 млн долл. (данные 2009 г.)

## Конструкция

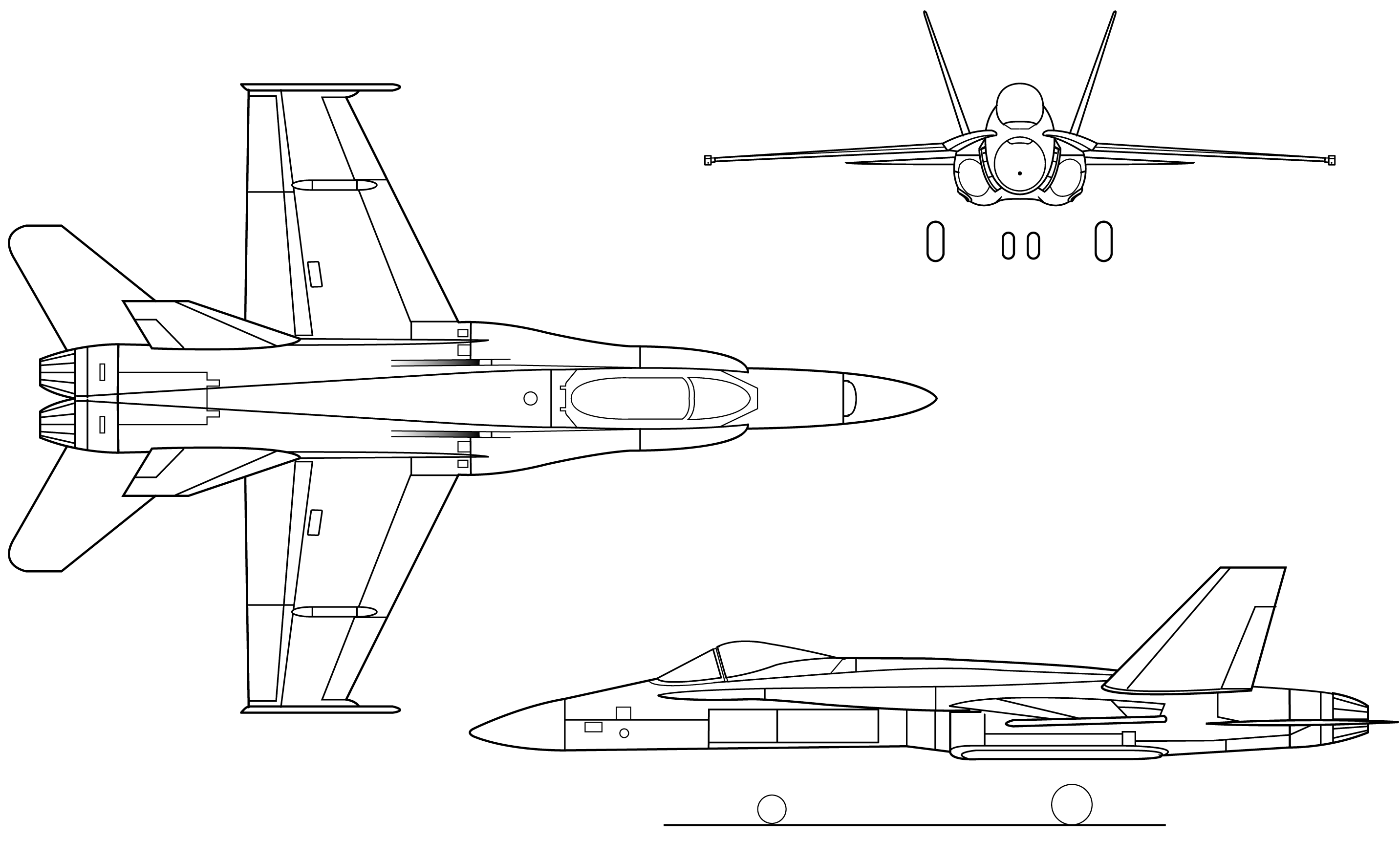
Три проекции F/A-18 Hornet

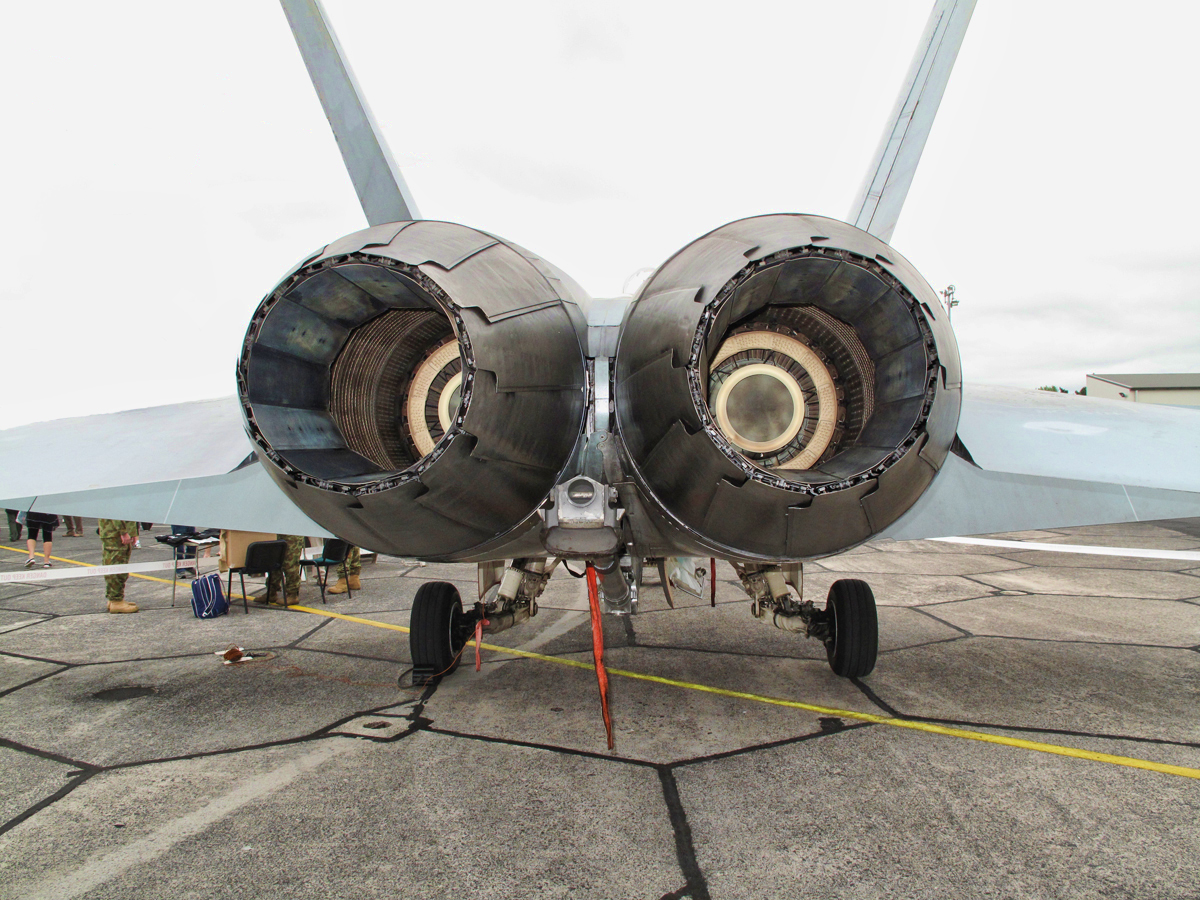
Выходные сопла F/A-18 австралийских ВВС, март 2009 г.

По требованию командования ВМС США при проектировании F/A-18 большое внимание уделялось выживаемости и надёжности. Небольшие габариты этого самолёта, недымящие двигатели, малая величина эффективной площади рассеяния (ЭПР), слабое ИК-излучение, наличие бортовых средств РЭБ — все это затрудняет обнаружение и сопровождение самолёта. Нормальные рабочие перегрузки составляют 7,5 g.
Самолёт выполнен по нормальной аэродинамической схеме со среднерасположенным трапециевидным крылом. Планер рассчитан на ресурс 6 тыс. часов при 2 тыс. взлётов с использованием катапульты и 2 тыс. посадок с использованием тормозного гака. В конструкции планера самолёта предусмотрено дублирование путей передачи силовых нагрузок.
Фюзеляж типа полумонокок. Отсек кабины лётчика выполнен в виде безопасно повреждаемой конструкции. Хвостовое оперение стреловидное. Дифференциальный цельноповоротный стабилизатор имеет угол обратного поперечного V, равный 2 градусам. Вертикальное оперение с двумя отклоненными наружу на 20 градусов килями смещено вперед относительно стабилизатора для вывода его из зоны аэродинамической тени от крыла и стабилизатора на больших углах атаки.
Крыло — многолонжеронное, складывается по линиям, проходящим через внутренние хорды элеронов с поворотом консолей на 90 градусов. На крыле установлены отклоняемые носки по всему размаху, однощелевые закрылки и зависающие элероны. Носки и закрылки отклоняются автоматически в зависимости от угла атаки и числа М для повышения маневренности в бою и аэродинамического качества в крейсерском полёте. Одной из отличительных особенностей самолёта является наличие наплывов сложной формы в планере перед корневыми частями крыла. Наплывы создают вихревую подъёмную силу и обеспечивают полёт самолёта на больших углах атаки. Между наплывами и фюзеляжем имеется щель для отвода пограничного слоя фюзеляжа от воздухозаборников. Для вертикальной стабилизации композитное аэроупругое крыло оборудовано тонкими пьезоэлектрическими пластинами, с помощью которых осуществляется подавление нежелательных колебаний без добавления значительной массы и изменения формы крыла.
Силовая установка самолёта состоит из двух двигателей F404 модульной конструкции, разработанных фирмой General Electric специально для F/A-18. Двигатели разделены титановой противопожарной перегородкой. Тяги одного двигателя достаточно для возвращения самолёта на свою базу[уточнить]. Все агрегаты двигателя расположены в его нижней части, под компрессором. В отсеке силовой установки имеются системы обнаружения и тушения пожара. Воздухозаборники боковые полукруглые нерегулируемые, расположены под корневыми наплывами крыла.
Топливная система F/A-18 состоит из шести фюзеляжных протектированных баков и крыльевых мягких кессонных баков. Все топливные ёмкости для исключения взрыва при боевых повреждениях заполнены поропластом. Оба фюзеляжных расходных бака, содержащих топливо, необходимое для возвращения на базу, закольцованы. Питание обоих двигателей возможно из любого расходного бака. Топливная система оборудована отсечными клапанами, а топливные баки вынесены из зоны размещения двигателей. Имеется система контроля повреждения стенок каналов воздушного тракта, примыкающих к топливным бакам. Внутренние свободные отсеки, примыкающие к топливным бакам, для исключения пожара при их совместном боевом повреждении заполнены жёстким пенопластом. Расходные топливопроводы также покрыты протектором.
Самолёт изготовлен, в основном, из алюминиевых сплавов (массовая доля 49,6 %), используются высокопрочные стали (16,7 %), титановые сплавы (12,9 %), композиционные материалы (9,9 %) и другие материалы (10,9 %). Все поверхности управления, хвостовое оперение и закрылки — слоистой конструкции с сотовым алюминиевым заполнителем и обшивкой из эпоксидного углепластика. Часть обшивки крыла и крышки смотровых лючков фюзеляжа также выполнены из углепластика. Носки стабилизаторов и килей изготовлены из титановых сплавов. В конструкции шасси самолёта (цилиндры основных стоек) применена высокопрочная сталь AerMet 100 фирмы Carpenter Technology с пределом прочности 200 кгс/мм2.

## Бортовое оборудование
Мощный вычислительный комплекс самолёта включает свыше 20 ЭВМ с общим объёмом памяти 741 000 16-разрядных слов. Основными являются две ЭВМ AN/AYK-14 (фирмы Control Data) с объёмом памяти по 64 000 16-разрядных слов.
На F/A-18 установлена цифровая электродистанционная система управления полётом с четырёхкратным резервированием.
Четыре бортовых ЭВМ обеспечивают управление самолётом F/A-18 по крену, тангажу и рысканию. Каждая ЭВМ работает автономно и расположена в отдельном отсеке, что обеспечивает повышенную живучесть системы электродистанционного управления самолётом. Выработка управляющих команд осуществляется по усреднённым сигналам от всех бортовых ЭВМ. При выходе из строя одной, двух или трёх ЭВМ управление осуществляется оставшимися ЭВМ. При выходе из строя всех ЭВМ лётчик переходит на механическую систему управления.
На некоторых F/A-18D был установлен комплекс разведки ATARS, снабжённый ИК-сенсорами.
Все Хорнеты снабжены РЛС и бортовыми комплексами защиты — системами предупреждения о вражеском облучении, а также комплектом для выброса тепловых ловушек и дипольных отражателей.

## Модификации

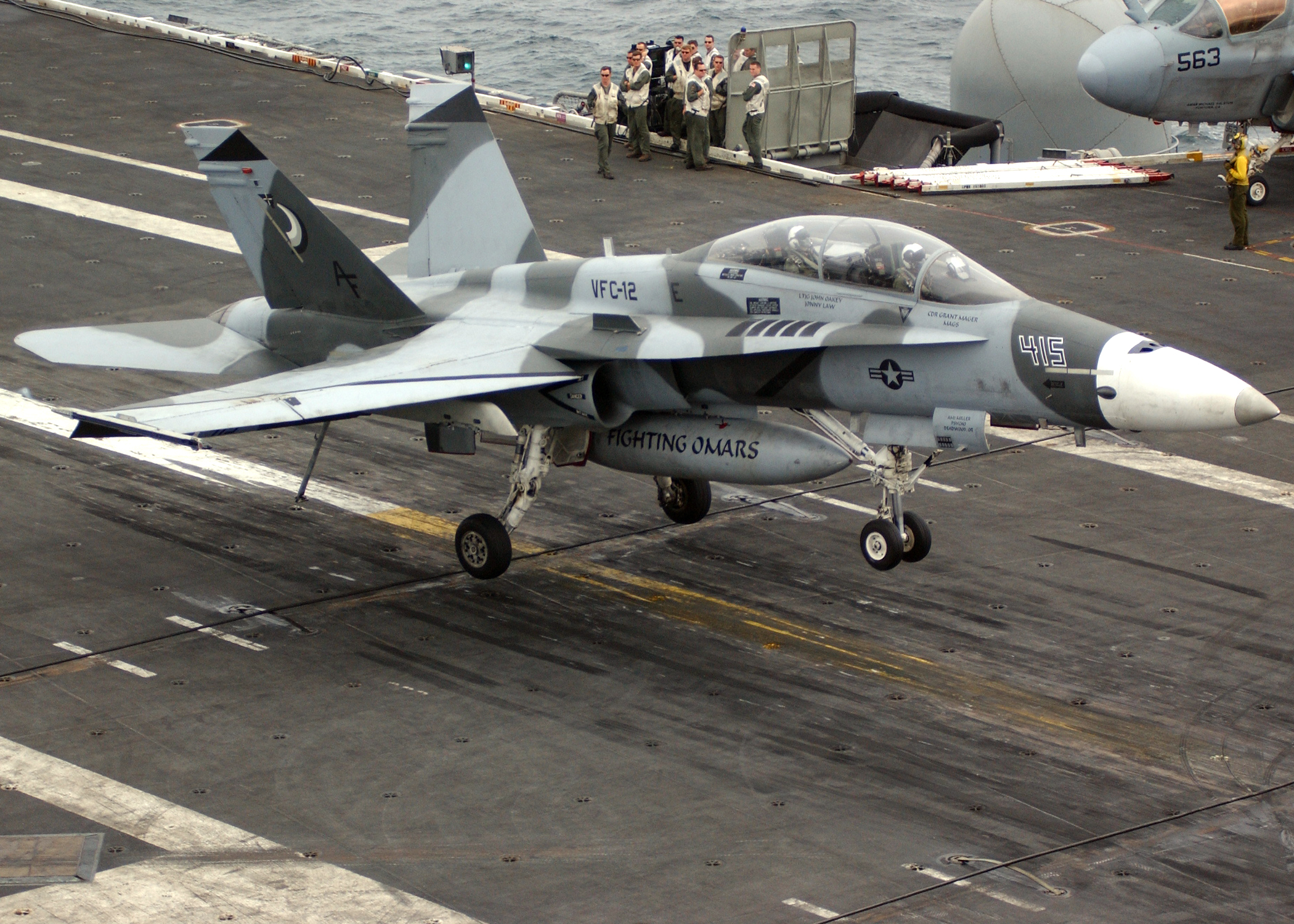
Посадка F/A-18B Hornet на авианосце Рональд Рейган

- F/A-18A — первый серийный вариант. Построена 371 машина.
- F/A-18 Hornet "Spain" — лицензионная сборка F/A-18 Hornet в Испании. (С 1986 года).
- F/A-18B — двухместный учебно-боевой вариант F/A-18A.
- F/A-18C — вариант с усовершенствованным БРЭО и вооружением (может нести УР AIM-120, AGM-65). Начиная с Lot 15 устанавливаются двигатели F404-GE-402 Enhanced Performance Engine (EPE) имеющие на 1800кгс большую тягу.
- F/A-18D — двухместный учебно-боевой вариант F/A-18C.
- F/A-18E Super Hornet — дальнейшее развитие варианта F/A-18C.
- F/A-18F Super Hornet — дальнейшее развитие варианта F/A-18D.
- EA-18 Growler — двухместный самолёт РЭБ разработанный на базе F/A-18F
- CF-18 Hornet — канадская модификация F/A-18C

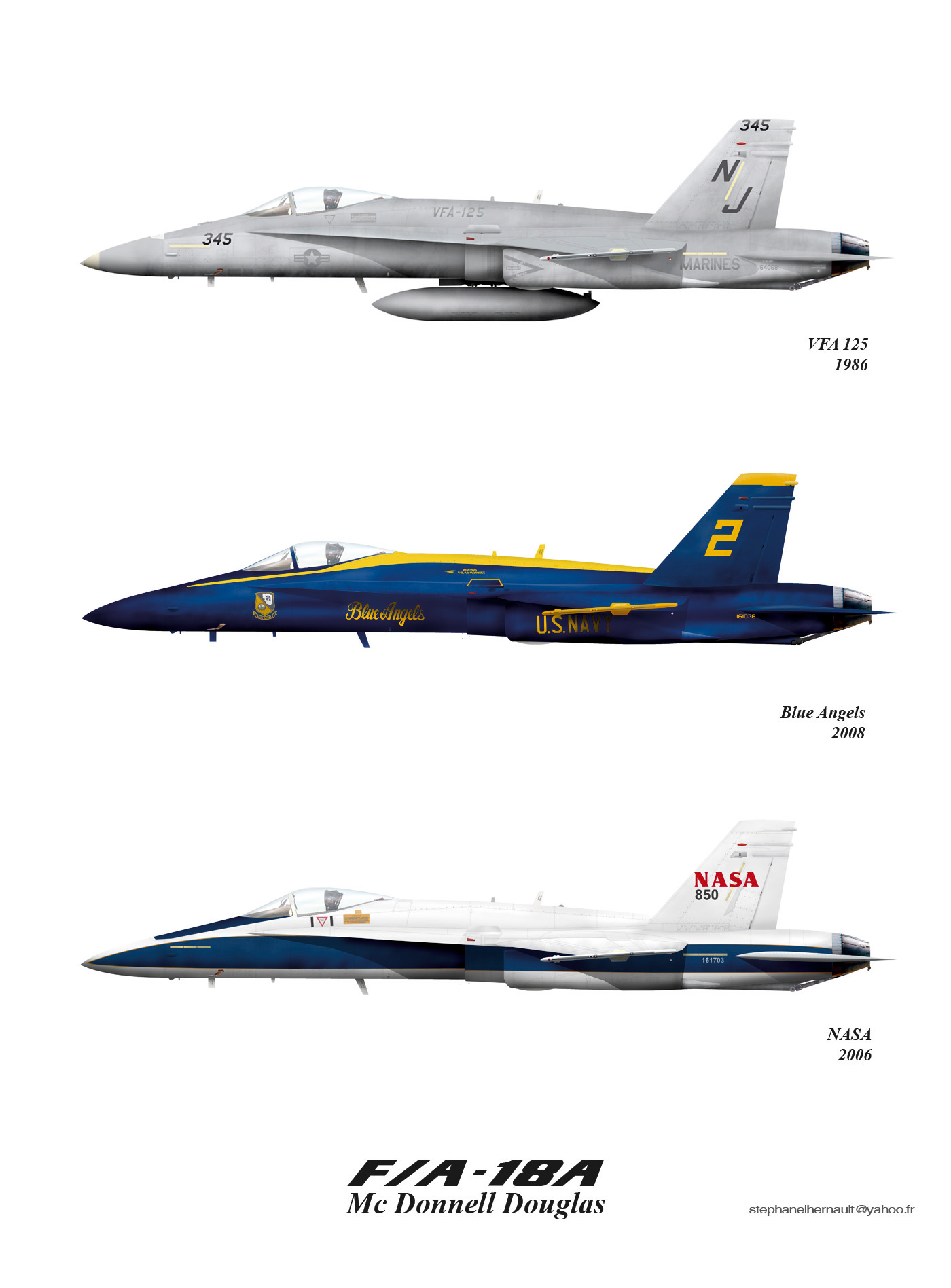
F/A-18A
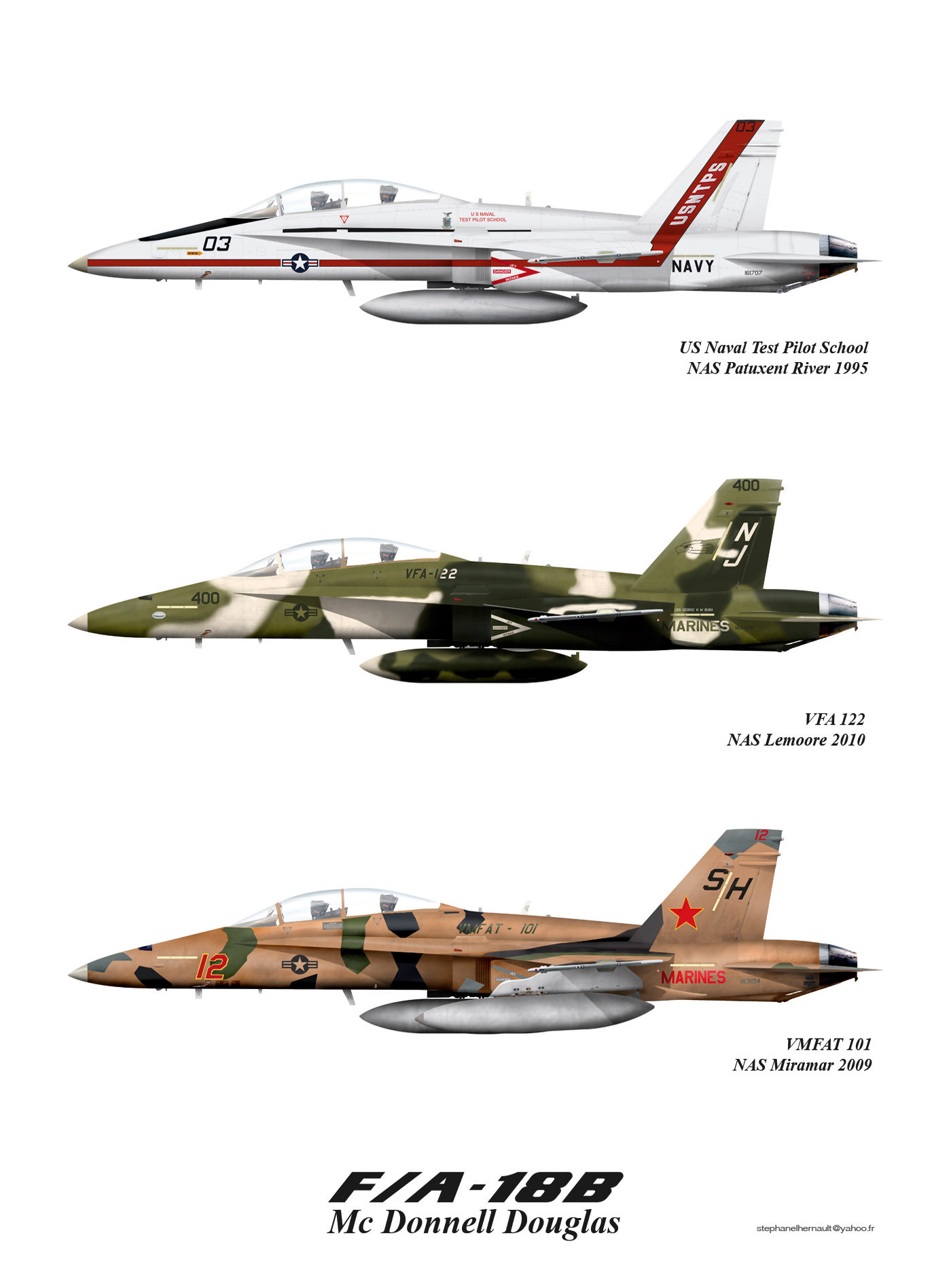
F/A-18B
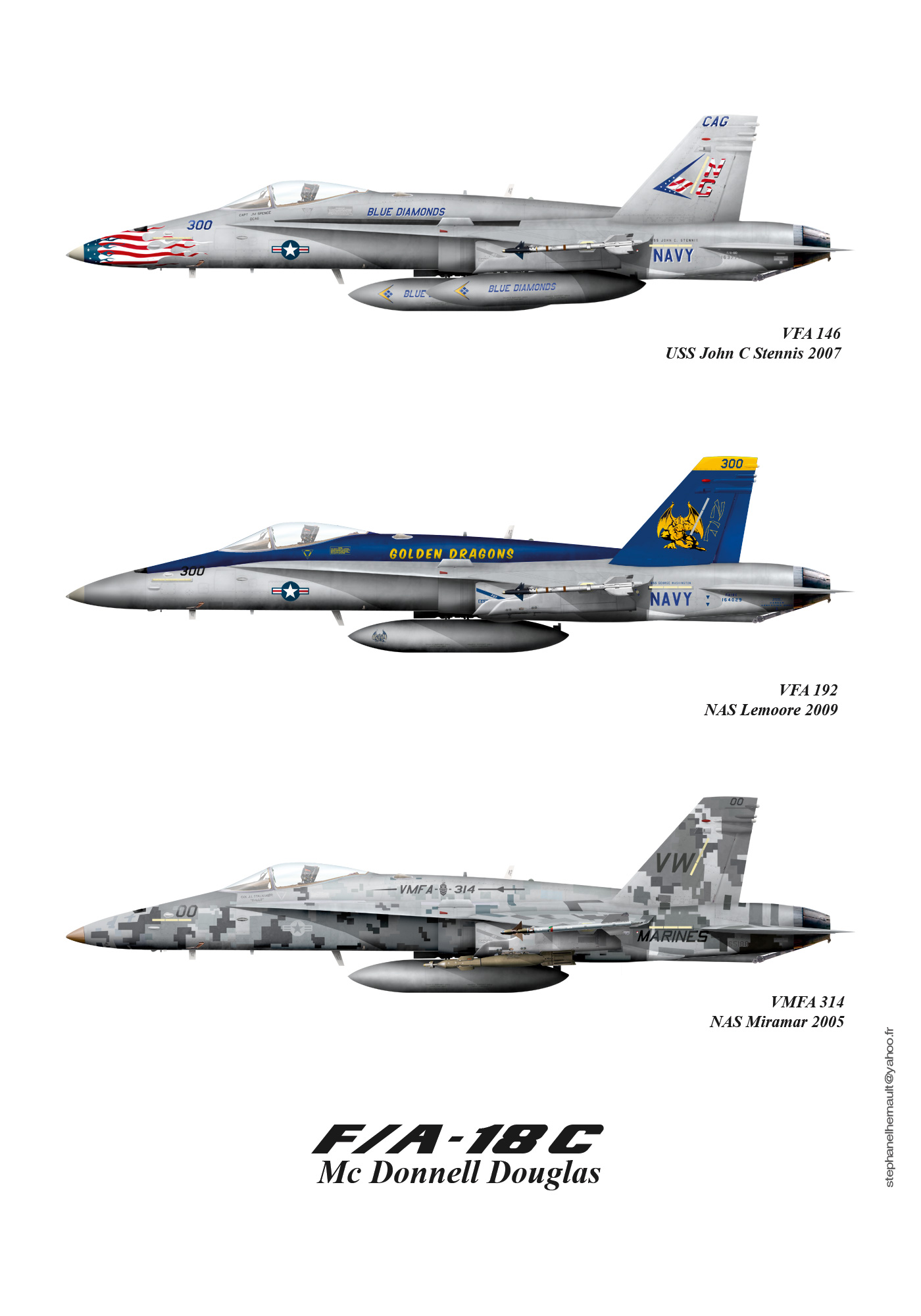
F/A-18C
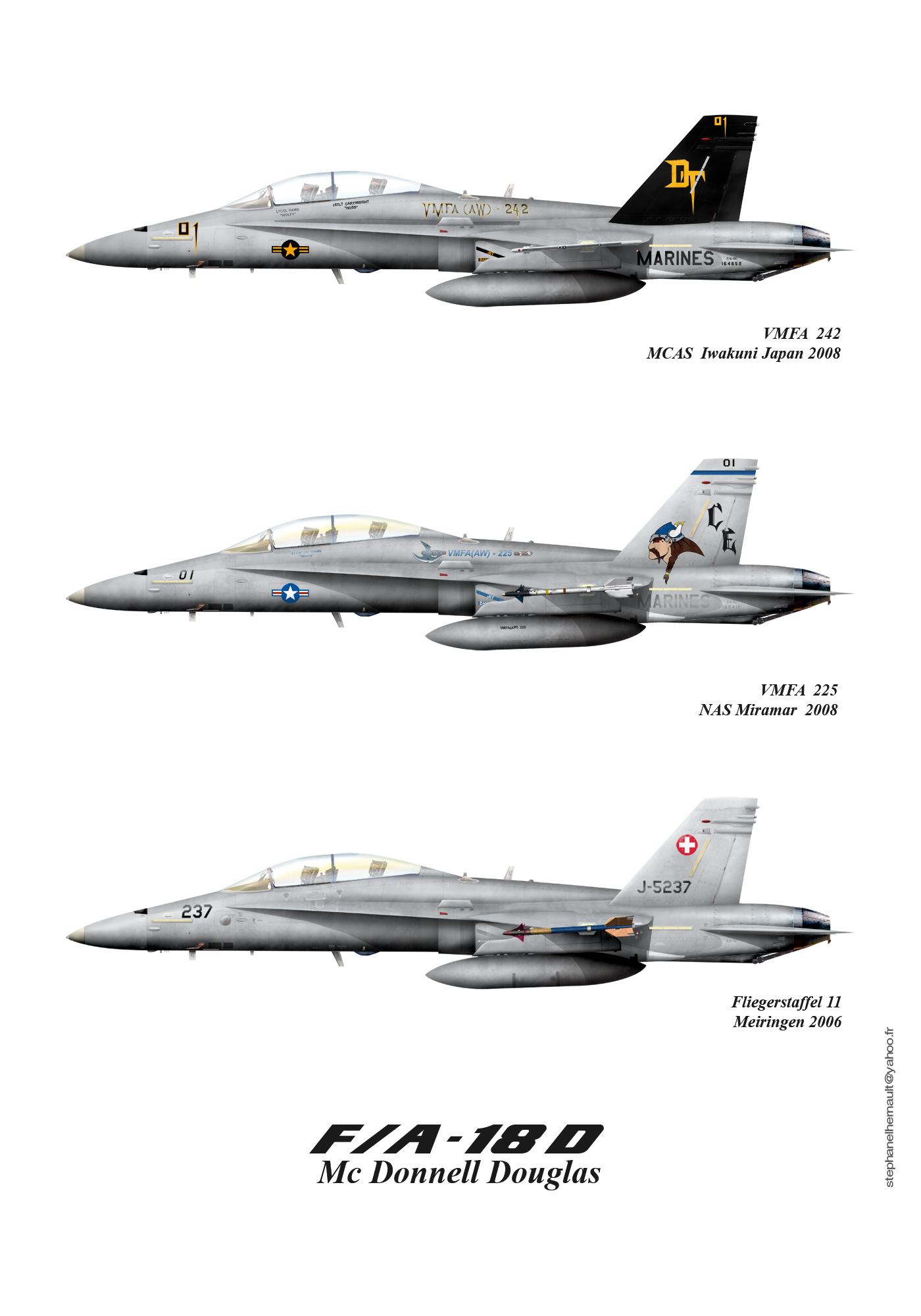
F/A-18D
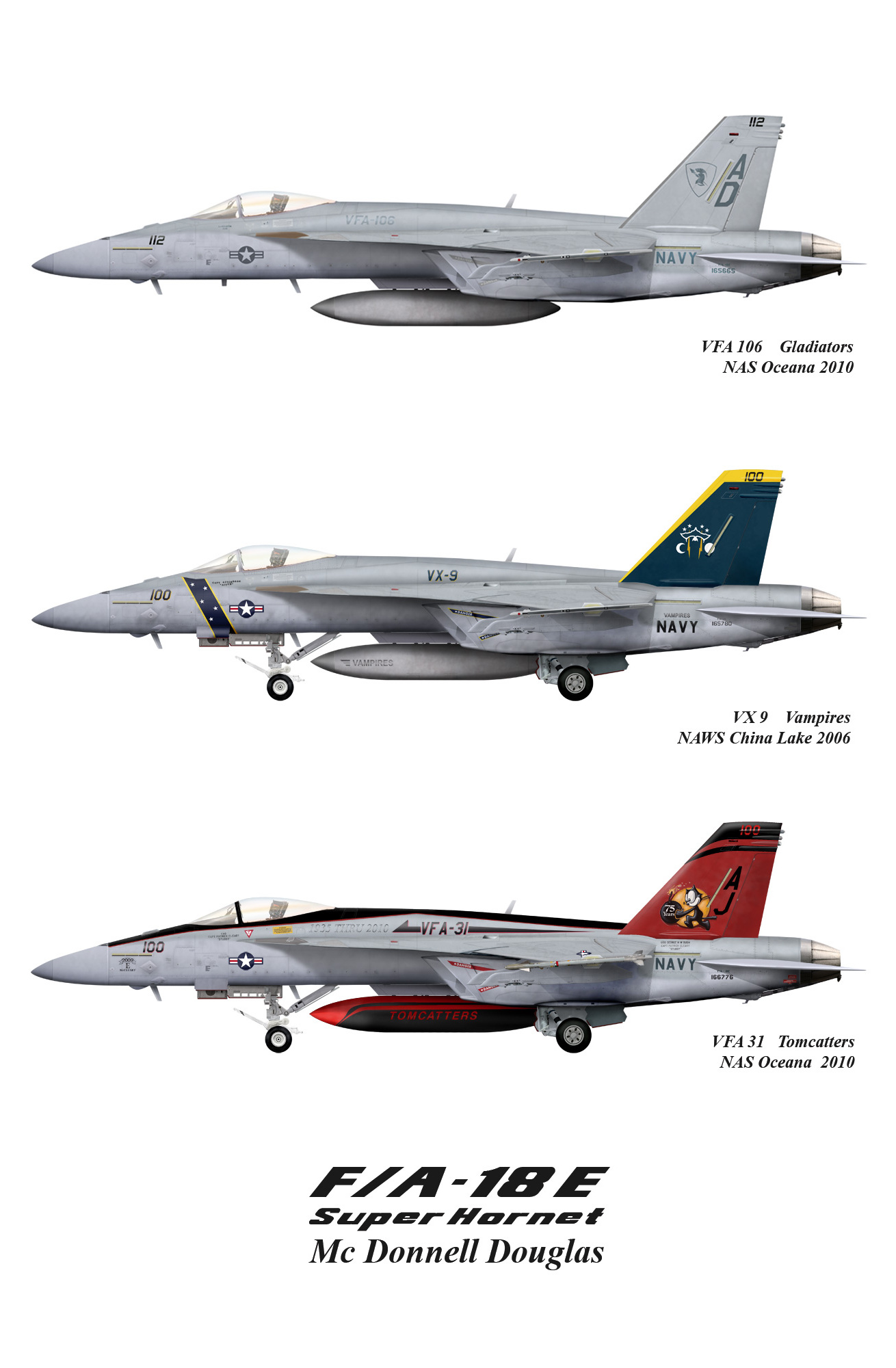
F/A-18E
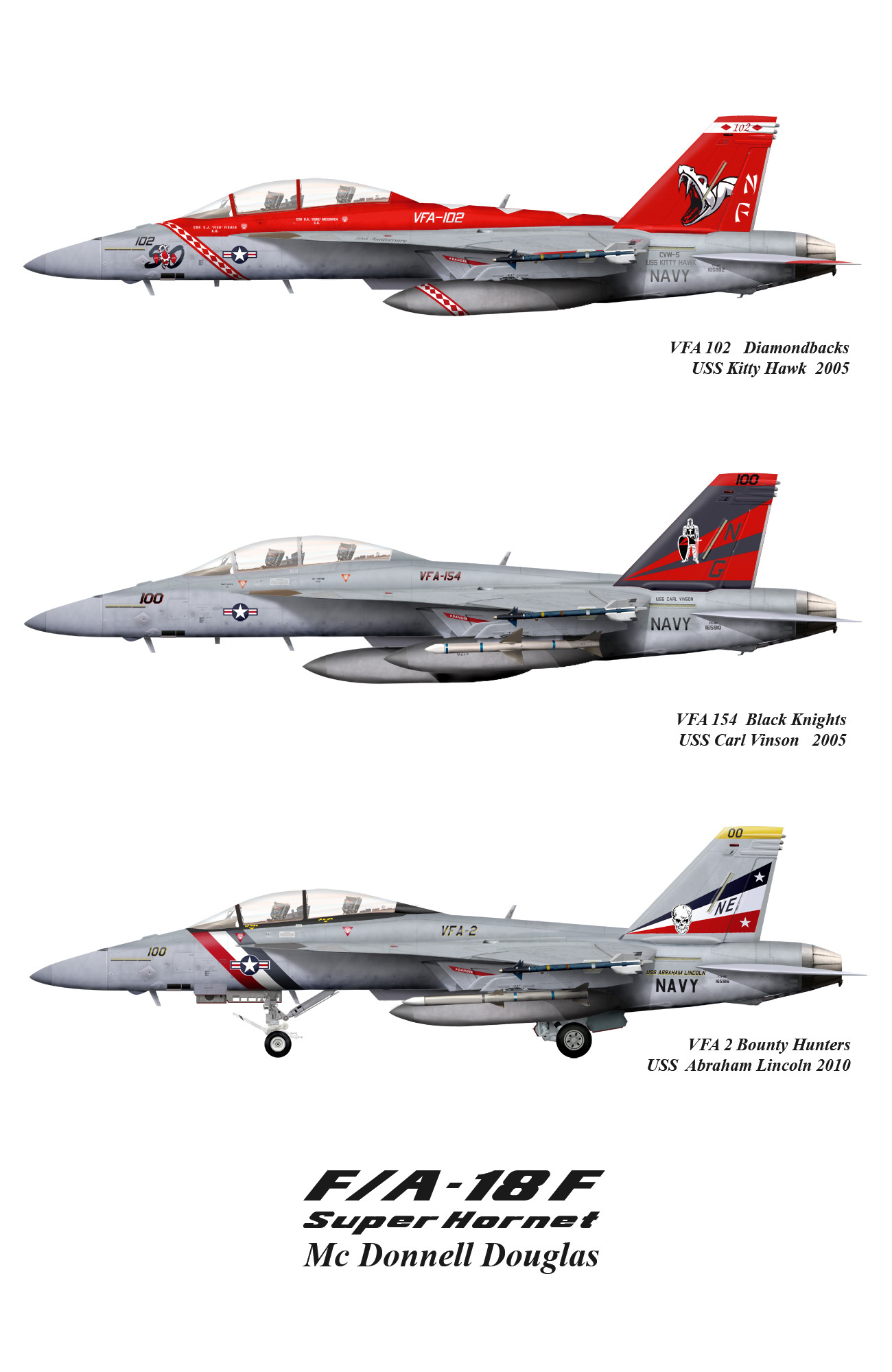
F/A-18F

## На вооружении

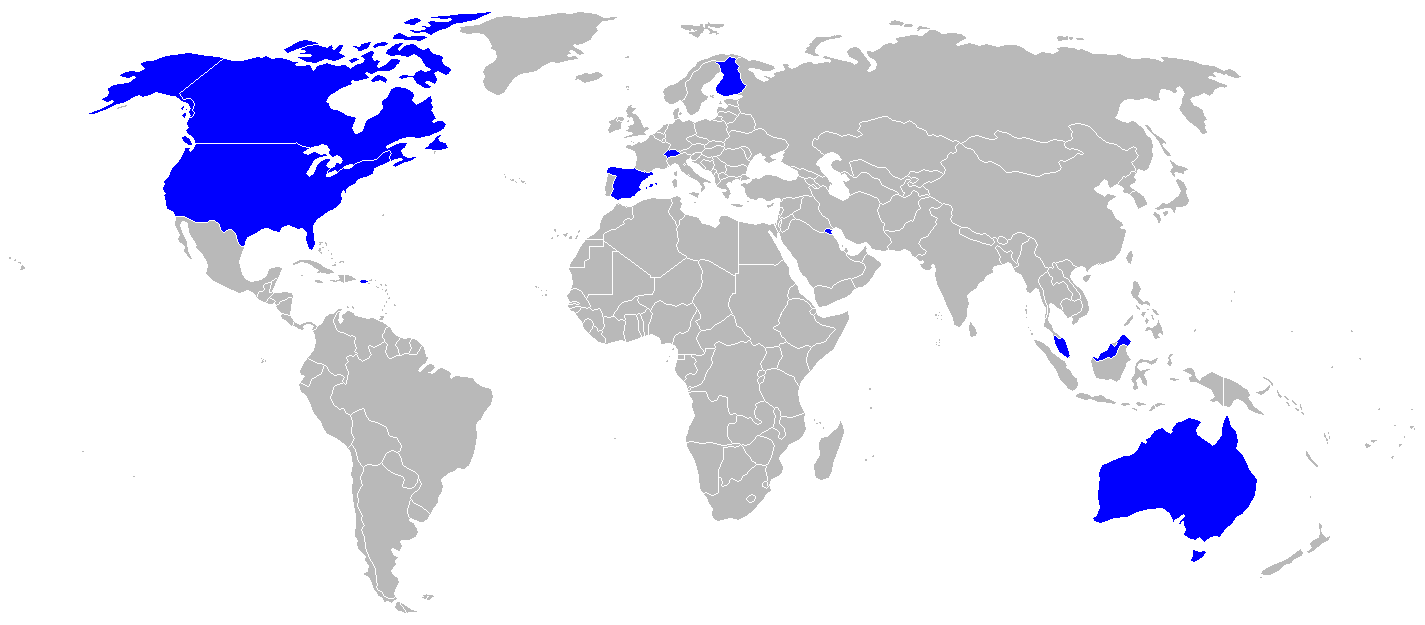
Эксплуатанты F/A-18

В разное время возможность приобретения F/A-18 рассматривалась Австрией, Венгрией, Польшей, Сингапуром, Филиппинами, Чехией, Чили, Украиной. Несколько самолётов были заказаны Таиландом, однако заказ был аннулирован после Азиатского финансового кризиса 1997 года.
| Страна    | Количество                                                                                   | год  | Доп.информация |
| --------- | -------------------------------------------------------------------------------------------- | ---- | --- |
| США       | 272 F/A-18F, 288 F/A-18E, 375 F/A-18C, 56 F/A-18A++, 30 F/A-18A/A+, 16 F/A-18B и 133 F/A-18D | 2016 | Снятия с вооружения не планируется, хотя с производства снят.                                                                            |
| Австралия | 55 F/A-18A, 16 F/A-18B и 24 F/A-18F                                                          | 2016 | |
| Испания   | 20 F/A-18A (EF-18A), 51 EF-18A MLU и 12 EF-18B MLU                                           | 2024 | Некоторые комплектующие производились испанской фирмой CASA. Кроме того, получены ещё 24 машины полностью американской сборки от ВМС США |
| Канада    | 59 F/A-18A (CF-18AM) и 18 F/A-18B (CF-18BM)                                                  | 2016 | - |
| Кувейт    | 31 F/A-18C и 8 F/A-18D                                                                       | 2016 | - |
| Малайзия  | 8 F/A-18D                                                                                    | 2016 | - |
| Швейцария | 25 F/A-18C и 5 F/A-18D                                                                       | 2024 | - |
| Финляндия | 55 F/A-18C и 7 F/A-18D                                                                       | 2024 | на вооружении, решается вопрос о замене                                                                                                  |

## Эксплуатация

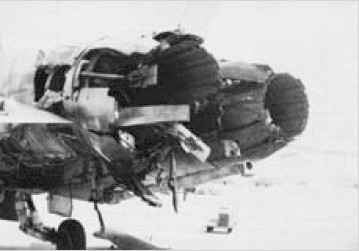
Результат попадания ракеты ПЗРК «Стрела-2» в сопловое устройство левого двигателя F/A-18 в ходе «Войны в заливе» (1991). Самолёт, серийный № 164051 вернулся на базу и был отремонтирован

Первая эскадрилья F/A-18 получила статус боеготовой 7 января 1983 года — это была 314-я истребительно-бомбардировочная эскадрилья Корпуса морской пехоты США «Чёрные рыцари» (VMFA-314 Black Knights). В эскадрильях ВМС и КМП «Хорнет» постепенно заменял истребители F-4 и штурмовики A-4 и A-7. После снятия с вооружения штурмовиков A-6 в 1990-х годах «Хорнет» остался единственным специализированным ударным самолётом ВМС, а после завершения эксплуатации истребителей F-14 в 2006 году он оставался единственным боевым самолётом, базирующимся на американских авианосцах до вступления в строй истребителей F-35 Lightning II.
С 1986 года самолёты F/A-18 использует группа высшего пилотажа ВМС США «Голубые ангелы».
К концу 1990-х годов «Хорнеты» состояли на вооружении 26 боевых эскадрилий ВМС США, 4 эскадрилий Резерва ВМС США, 16 боевых эскадрилий Корпуса морской пехоты США.
Некоторые F/A-18A налетали уже 8500 часов.
Стоимость одного часа полёта составляет 18 700$.

## Боевое применение
- Операция «Каньон Эльдорадо» — Ливия, апрель 1986 г.
- Война в Персидском заливе — освобождение Кувейта, 1991 г.
- Операция «Обдуманная сила» — бомбардировки позиций боснийских сербов, 1995
- Операция «Лиса пустыни» — бомбовые удары по военным объектам Ирака, 1998
- Военная операция в Афганистане — 2001-2021
- Иракская война — операция по свержению режима С. Хусейна, 2003—2010. К 2008 году было потеряно как минимум 5 F/A-18[15][16][17].
- Операция Odyssey Dawn — бомбардировки объектов военного потенциала режима Каддафи, Ливия, 2011

### Война в Персидском заливе
F/A-18 широко применялся для нанесения бомбовых ударов и воздушного прикрытия во время операции «Буря в пустыне».
В первый день войны группа из 10 «Хорнетов» была перехвачена одиночным перехватчиком МиГ-25, один из F/A-18 получил попадание ракеты и упал на землю, пилот погиб, став первой жертвой в операции «Буря в пустыне». Иракский «МиГ» успешно вернулся на аэродром.
На счету F/A-18 два сбитых иракских МиГ-21, причём оба МиГ-21 сбиты во время вылета на бомбометание; «Хорнеты» несли бомбы, и после уничтожения ракетами «воздух-воздух» иракских истребителей продолжили выполнение боевой задачи, подтвердив таким образом свою многофункциональность — это был первый в истории случай, когда самолёты с тяжёлой бомбовой нагрузкой одержали в воздушном бою победу над лёгкими истребителями.
Также F/A-18 уничтожили на аэродроме взлетающий МиГ-23, при этом один «Хорнет» был подбит ракетой ЗРК С-75.
Потери американцев составили 3 «Хорнета» безвозвратными и 12 повреждёнными. Ещё два были потеряны после завершения войны[значимость факта?].
Безвозвратные потери:
- 17 января 1991 года F/A-18C (с/н 163484, аэ VFA-81) возле Багдада был сбит ракетой Р-40 иракского перехватчика МиГ-25, пилот погиб.
- 24 января 1991 года F/A-18A (с/н 163121, аэ VFA-15) разбился над морем из за проблем с двигателем, пилот катапультировался и был спасён.
- 5 февраля 1991 года F/A-18C (с/н 163096, аэ VFA-87) разбился над морем, пилот погиб.

После завершения войны:
- 8 марта 1991 года F/A-18C (с/н 163728, аэ VMFA-212) возле Дхахрана столкнулся с F/A-18C с/н 163729, пилот катапультировался.
- 8 марта 1991 года F/A-18C (с/н 163729, аэ VMFA-212) возле Дхахрана столкнулся с F/A-18C с/н 163728, пилот катапультировался.

ВВС Канады задействовали с авиабазы Доха в Катаре 41 истребитель-бомбардировщик CF-188A.
В ночь с 29 на 30 февраля возле острова Бубиян пара канадских CF-18 атаковала уходивший в иранские территориальные воды иракский ракетный катер «Оса» (некоторые источники ошибочно его указывают как ракетный катер типа TNC-45). Катер получил многочисленные попадания из 20-мм пушек, однако он остался на плаву, выпущенная «Хорнетами» вслед ракета AIM-7 в цель не попала и катер успешно ушёл на иранскую территорию. Оба CF-18 получили отметки о «потоплении» катера.
Всего в ходе войны канадские «Хорнеты» совершили около 2700 вылетов. Из них только 56 вылетов было на бомбардировку иракских позиций. Первые бомбардировочные вылеты проводились с 24 февраля, в основном применялись 227-кг бомбы Mark 82, управляемое вооружение по наземным целям не применялось так как самолёты не были к нему приспособлены. Потерь не имели.

### Гражданская война в Сирии
18 июня 2017 года воздушную границу Сирии нарушил американский истребитель F/A-18E. Возле сирийского населённого пункта Табка самолёт-нарушитель атаковал наносивший удар по позициям незаконных вооружённых формирований сирийский истребитель-бомбардировщик Су-22М4 827-й аэ ВВС Сирии. От первой ракеты AIM-9X сирийский бомбардировщик смог увернуться, однако попадание второй AIM-120 привело к потере управления сирийского самолёта. Сирийский пилот катапультировался у Джаадина и был эвакуирован.

### Гражданская война в Йемене
22 декабря 2024 года над Красным морем был сбит истребитель F/A-18F «Супер Хорнет» ВМС США. Самолёт был сбит огнём хуситов, либо, по версии США, он сбит собственным же ракетным крейсером USS Gettysburg.

### Инциденты

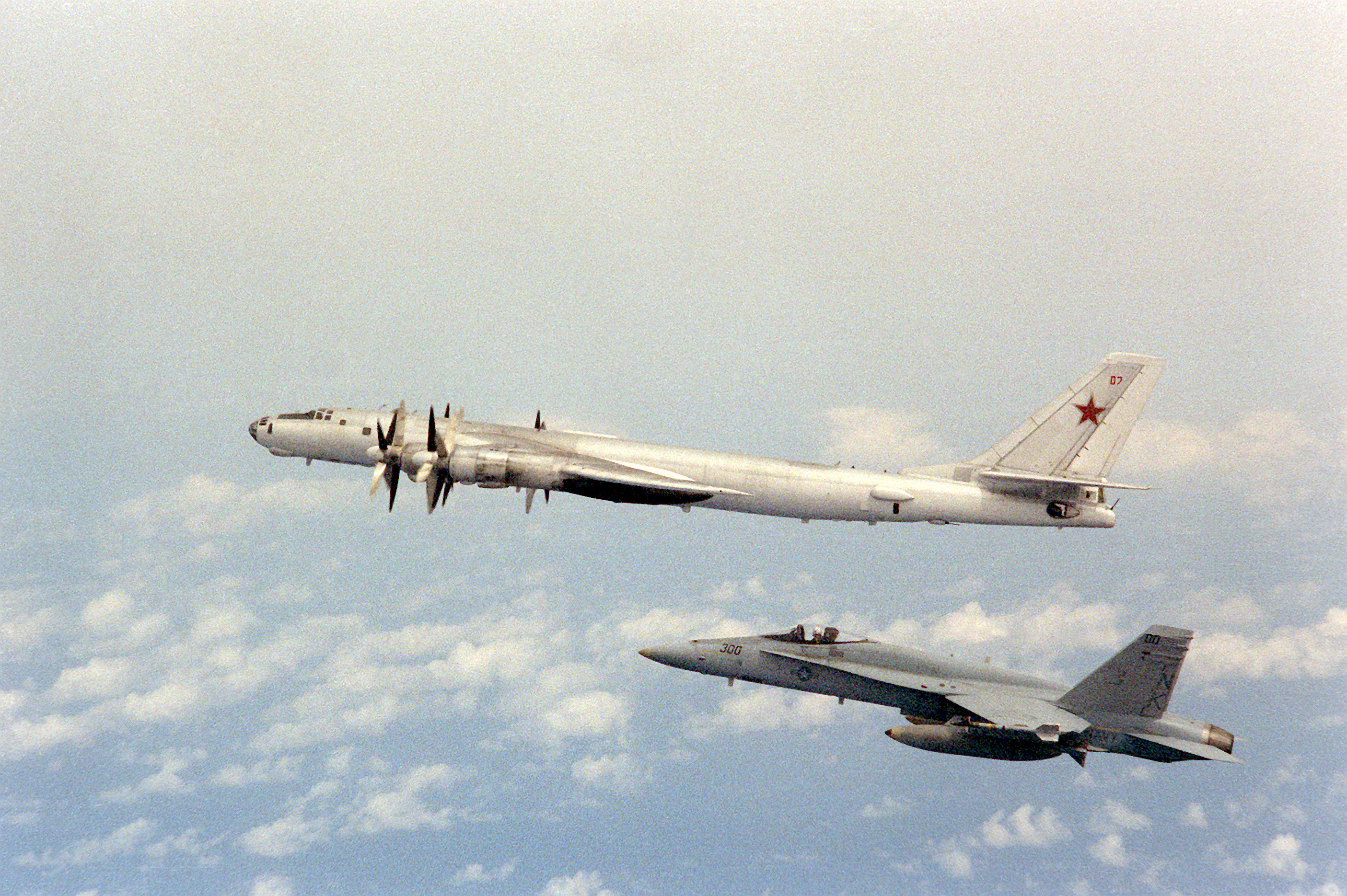
F/A-18 сопровождает советский разведчик Ту-95РЦ над Тихим океаном, 1985 год

11 декабря 1988 года в 200 милях от Гавайских островов во время учений истребитель F/A-18 ВМС США, взлетевший с авианосца USS Constellation (CV-64), случайно попал ракетой AGM-84 Harpoon с инертной боевой частью в индийский гражданский корабль MV Jag Vivek. Был убит один индийский моряк и ещё несколько было ранено. Корабль получил небольшие повреждения. Адмирал ВМС США С. Чадвик прибыл на обстрелянное гражданское судно и принёс извинения индийскому капитану корабля. ВМС США выплатили компенсацию за инцидент.
4 июля 2003 года американский F/A-18 был перехвачен истребителем F-16A ВВС Индонезии. Самолёты разошлись и до открытия огня дело не дошло.

## Аварии и катастрофы

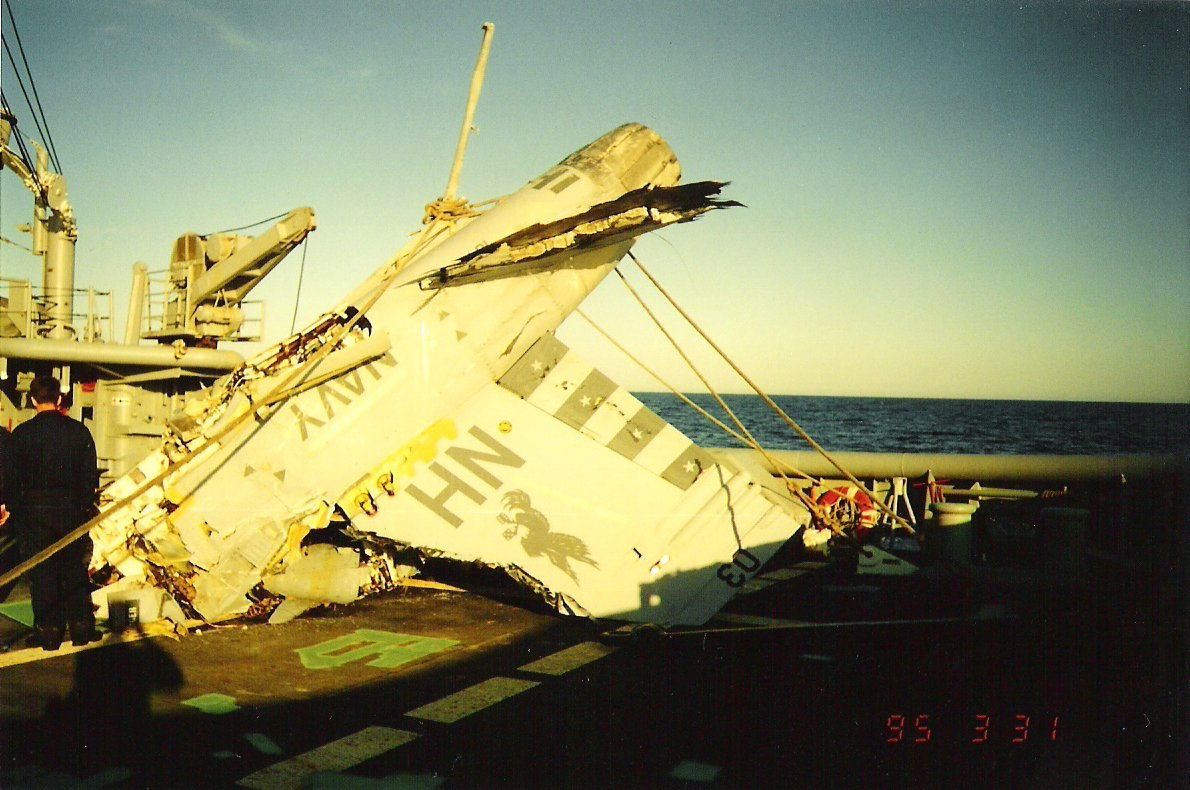
Подъём обломков F/A-18C, утонувшего в Тихом океане в 1993 году

За время эксплуатации самолёта F/A-18 было потеряно не менее 235 самолётов.
- 24 апреля 1988 года в Эль-Торо (Калифорния, США) во время показательных выступлений на традиционном авиашоу потерпел крушение полковник Джерри Кэдик, управлявший F/A-18 Корпуса морской пехоты США[35]
- 17 января 2003 года в Австралии разбился истребитель ВМС США[36]
- 30 апреля 2003 в Испании разбился F/A-18, пилот погиб[37]
- 26 марта 2004 года в Северной Каролине при взлёте разбился F/A-18, жертв нет[38]
- 30 ноября 2006 года разбился F/A-18 ВМС США, жертв нет[39]
- 21 апреля 2007 года на авиашоу разбился F/A-18 пилотажной группы Голубые Ангелы; 2 погибли, сгорели жилые дома[40]
- 13 июня 2008 года — F/A-18C «Хорнет» 15-й истребительно-бомбардировочной эскадрильи ВМС США и F-5F «Тайгер» II 13-й смешанной истребительной эскадрильи ВМС США — Невада[41]; F/A-18 (серийный номер 164657) и учебно-тренировочный самолёт F-5 (серийный номер 160965) столкнулись в воздухе в районе Миддлгейт, Невада, около 12:15 по местному времени. Оба пилота F-5 благополучно катапультировались, пилот F/A-18 лейтенант Джереми Уайз погиб.
- 8 декабря 2008 года F/A-18 упал на жилые дома в Калифорнии, пилот катапультировался, на земле погибло 4 человека, 2 женщины и два ребёнка[42].
- 16 июня 2009 года — два F/A-18 ВВС Испании разбились, жертв нет[43][44].
- 25 августа 2009 года — F/A-18C «Хорнет» (сер. номер 164668, 113-й ударной истребительной эскадрильи, 14-го авианосного авиакрыла, Тихоокеанского флота ВМС США) — Афганистан[45]; самолёт загорелся на аэродроме Кандагар во время выполнения текущего техобслуживания и списан, как не подлежащий ремонту. Члены экипажа и обслуживающего персонала не пострадали.
- 10 марта 2010 года — F/A-18D «Хорнет» (сер. номер 164694, 224-й всепогодной истребительно-штурмовой эскадрильи, 31-й морской авиагруппы, 2-го морского авиакрыла, Корпуса морской пехоты США) — Южная Каролина[46]; самолёт упал в Атлантический океан в 17:17 в 35 милях от авиабазы «Бофорт[англ.]». Оба пилота катапультировались и спасены береговой охраной США.
- 24 июля 2010 года CF-18A ВВС Канады разбился во время тренировочного полёта перед авиашоу, жертв нет[47].
- 10 августа 2011 года — F/A-18 «Хорнет» (Корпус морской пехоты США) — Тихий океан[48]

самолёт летел в звене с другим истребителем, когда связь с ним была потеряна. Это произошло в 90 километрах к юго-западу от калифорнийского Сан-Диего, в 10-30 пополудни. Самолёт был приписан к базе Мирамар. Лётчики катапультировались и спасены береговой охраной.
- 6 апреля 2012 года упал на жилые дома в США, семь человек получили ранения…[49]
- 1 сентября 2012 года — F/A-18C «Хорнет» (сер. номер 164724, 323-й ударной истребительной эскадрильи[англ.], 3-го авиакрыла, 1-й экспедиционной дивизии КМП США) — Невада[50] упал в 15:15 по местному времени в окрестностях авиабаза Фаллон, в ходе тренировочного полёта. Пилот катапультировался.
- 1 марта 2014 года — F/A-18C «Хорнет» — разбился при выполнении учебно-тренировочного полёта в районе авиабазы «Фаллон» в штате Невада[51], пилот погиб.
- 12 сентября 2014 года 2 американских истребителя-бомбардировщика F/A-18 Hornet, базировавшихся на авианосце USS Carl Vinson (CVN-70), вероятно в результате столкновения, упали в западной части Тихого океана[52].
- 12 августа 2015 года F/A-18C Hornet загорелся во время заправки на борту авианосца «Гарри Трумэн».[53]
- 14 октября 2015 года во Франции к востоку от города Безансон потерпел крушение швейцарский истребитель F/A-18, выполнявший тренировочную миссию; пилот получил ранения.[54].
- 21 октября 2015 года F-18 ВВС США потерпел крушение после взлёта близ авиабазы Лейкенхэс (RAF Lakenheath) в британском Саффолке.[55]
- 12 января 2016 года F/A-18 центра морской авиации упал в штате Невада. Пилот катапультировался[56]
- 2 июня 2016 года F/A-18 из пилотажной команды Голубые Ангелы разбился во время подготовки к выступлениям. Пилот погиб.[57]
- 28 июля 2016 года F/A-18 разбился входе учебно-тренировочного полёта недалеко от Лос-Анджелеса, штат Калифорния. Пилот погиб.[58]
- 2 августа 2016 года в 10:50 F/A-18C (с/н 1333/C417; р/н 165192/WT-04), приписанный к 232-й истребительной эскадрилье[англ.] ВМС США, разбился при выполнении учебно-тренировочного полёта в 16 км к юго-востоку от станции авиации «Фэллон[англ.]» в штате Невада. Пилот катапультировался[59][60].
- 29 августа 2016 года F/A-18 разбился в ходе учебно-тренировочного полёта в Швейцарии, в районе аэропорта Майринген.[61]
- 26 октября 2016 года F/A-18C Корпуса морской пехоты США потерпел крушение в штате Калифорния. Пилот катапультировался.
- 10 ноября 2016 года F/A-18 Корпуса морской пехоты США потерпел крушение в штате Калифорния в результате столкновения с другим F/A-18. Второй F/A-18 благополучно приземлился на базе ВМС.
- 28 ноября 2016 года разбился F/A-18 Канадских ВВС.
- 7 декабря 2016 года F/A-18 ВМС США разбился у берегов префектуры Коти на юго-западе Японии.
- 17 октября 2017 года EF-18, приписанный к 12-му авиакрылу[исп.] ВВС Испании, разбился при попытке взлёта с авиабазы «Торрехон-де-Ардос[исп.]» в провинции Мадрид. Пилот погиб[62][63].
- 3 марта 2022 года в 15:15 F/A-18D, приписанный к 533-й всепогодной истребительно-штурмовой эскадрилье[англ.] КМП США, вскоре после взлёта потерпел крушение недалеко от станции авиации «Бофорт»[64][65].
- 20 мая 2023 года в 12:10 EF-18M, приписанный к 15-й эскадрилье ВВС Испании, разбился в ходе показательного полёта на авиабазе «Сарагоса[исп.]». Лётчик успешно катапультировался[66][67].
- 24 августа 2023 года в 11:54 F/A-18D, приписанный к 224-й эскадрилье[англ.] КМП США, упал недалеко от авиабазы «Мирамар[англ.]» в Калифорнии. Пилот погиб[68][69].

## Технические характеристики на примере F/A-18C/D
- Экипаж: F/A-18C - 1; F/A-18D - 2
- Длина 17,1 м
- Размах крыла 12,3 м
- Высота 4,7 м
- Площадь крыла 38 м²
- Масса пустого 10 455 кг (F/A-18A), 11380кг (F/A-18C с двигателем F404-GE-402 EPE)
- Двигатель 2xF404-GE-400 с тягой по 7260кгс на полном форсаже или 2xF404-GE-402 с тягой по 8055кгс на полном форсаже
- Масса снаряжённый 16 770 кг
- Масса максимальный взлётный 23 500 кг
- Максимальная скорость на высоте 12190 метров — 1,8 Маха (1915 км/ч)
- Максимальная скорость у земли — 1,2 Маха (1473 км/ч)
- Эксплуатационная перегрузка — 7,5 (ограничена электроникой)
- Крейсерская скорость 1060 км/ч
- Практический потолок 15240 м
- Перегоночная дальность на большой высоте с тремя ПТБ — 3200 км
- Боевой радиус 720 км
- Скороподъёмность у земли: 254 метров в секунду
- Нагрузка на крыло 454 кг/м²
- Тяговооружённость — 1,13 (пустого, на полном форсаже с 50 % топлива)
- Боевая нагрузка - 6200 кг
- Вооружение:

- 20 мм шестиствольная пушка M61A1 Вулкан, 578 снарядов
- на 9 точек подвески возможно установка в различных конфигурациях:
- Управляемые ракеты В-В AIM-9, AIM-7, AIM-120 различных модификаций
- Управляемые ракеты В-З AGM-65, AGM-88, AGM-84, AGM-154, AGM-158, KEPD-350 различных модификаций.
- Бомбы с телевизионным наведением типа AGM-62, лазерным наведением типа Paveway и GPS наведением типа JDAM калибром до 2000 фунтов.
- Неуправляемые бомбы типа MK и CBU калибров до 2000 фунтов (кассетные, зажигательные, фугасные, объёмного взрыва, бетонобойные), BLU-107 Durandal для поражения взлётно-посадочных полос.
- Тактические бомбы массового поражения — ядерные (до 340 килотонн) типа B61, MK116 или blu-80/b с химическим зарядом (газы Зарин, VX), бактериологическое оружие, заряды с белым фосфором.

- Подвесные топливные баки (до трёх штук), предусмотрена установка контейнеров ИК обзора AN/AAR-50, AN/AAS-38 «Nite Hawk» и AN/ASQ-228 ATFLIR для работы самолёта ночью и контейнера AN/AWW-13 для даталинка, контейнер РЭБ AN/ALQ-167.

## В компьютерных играх и фильмах
Хорнет появляется в фильмах «В осаде», «День независимости», «Скала», «Слёзы солнца», во 2 сезоне сериала «Золотые Крылья Пенсаколы», «Топ Ган: Мэверик».
Самолёту посвящено множество реалистичных и аркадных авиасимуляторов, среди которых можно выделить модуль F/A-18C для Digital Combat Simulator как самая продвинутая реализация Хорнета на ПК, F-18 Hornet 3.0 и его продолжения, F/A-18 Super Hornet от компании Digital Integration, продвинутом симуляторе Jane’s F-18, Over G Fighters (Xbox 360), Project Wingman (название внутри игры изменено), модуль VRS Superbug для авиасимуляторов MSFX и Prepar 3D, и в серии аркадных Ace Combat. Присутствует в симуляторе Falcon BMS, с частичной авионикой от F-16 и в игре Strike Fighters 2 в виде качественно сделанного мода F-18A. Также F/A-18 различных модификаций есть в игре War Thunder.